# 木太町站
木太町站（日语：／ Kitachō eki */?）是位於日本香川縣高松市木太町，隸屬於四國旅客鐵道（JR四國）的鐵路車站。車站編號為T24，本站只停靠普通列車。

## 車站結構
本站和昭和町站與栗林公園北口站都是1986至1987年期間落成的高松市內通勤車站，以便居住於外圍的居民使用。本站以簡易車站模式運作，站內沒有設置站房及洗手間，只於月台上設置有蓋候車亭、座椅及自動售票機。月台採用側式月台1座，列車無法進行交換。最初月台的長度只能容納2輛長的列車，開站後部份普通列車會不停靠，1996年進行改善工程後，月台長度增長，現時有效長度為5輛。月台及車站入口設於末端向屋島站方向，以樓梯及平路連接，並不設有無障礙通道。而月台闊度則維持開站時模樣，稍為偏窄，當特急列車通過時（特別由屋島站駛進時）應避免逼留在月台上。列車靠站時往栗林及高松方向為右側上落；往德島及引田方向為左側上落。

### 月台配置
| 路線    | 方向 | 目的地               |
| ------- | ---- | -------------------- |
| ■高德線 | 下行 | 德島、阿南、牟岐方向 |
| ■高德線 | 上行 | 高松方向             |

## 歷史
- 1986年11月1日：開業。
- 1987年4月1日：日本國鐵分割民營化，車站的營運由JR四國繼承。

## 歷年乘客人數
- 316人（2008年度）
- 300人（2009年度）

## 相鄰車站
四國旅客鐵道（JR四國）
■高德線
栗林（T25）－木太町（T24）－屋島（T23）